# Сан Виторе (Мачерата)
Сан Виторе је насеље у Италији у округу Мачерата, региону Марке.
Према процени из 2011. у насељу је живело 231 становника. Насеље се налази на надморској висини од 207 м.